# (228029) MANIAC
(228029) MANIAC est un astéroïde de la ceinture principale.

## Description
(228029) MANIAC est un astéroïde de la ceinture principale. Il fut découvert par Juan Lacruz le 2 avril 2008 à la Cañada. Il présente une orbite caractérisée par un demi-grand axe de 2,465 UA, une excentricité de 0,237 et une inclinaison de 0,307° par rapport à l'écliptique.
Il fut nommé en hommage à l'ordinateur primitif MANIAC, basé sur l'architecture de von Neumann. Construit au laboratoire scientifique de Los Alamos, il fonctionna en mars 1952.

## Compléments